# Editorial Argenta
Editorial Argenta es una editorial argentina fundada en Buenos Aires en 1970 por Rudolf Ernst. Ha publicado cientos de títulos a lo largo de su historia. Sus oficinas se encuentran en el centro de la ciudad, a metros del Obelisco. Hoy, la compañía dirige departamentos de promoción, distribución y manufactura editorial en talleres propios. Cóndor Gráfica, Famaillá Logística y Ernst Verlag son algunas de sus empresas satélite que suman para lograr una independencia casi absoluta. A lo largo de los años la editorial logró consolidar una estructura que le permite solvencia en todas las áreas de la gráficas y del marketing editorial.

## Su expansión

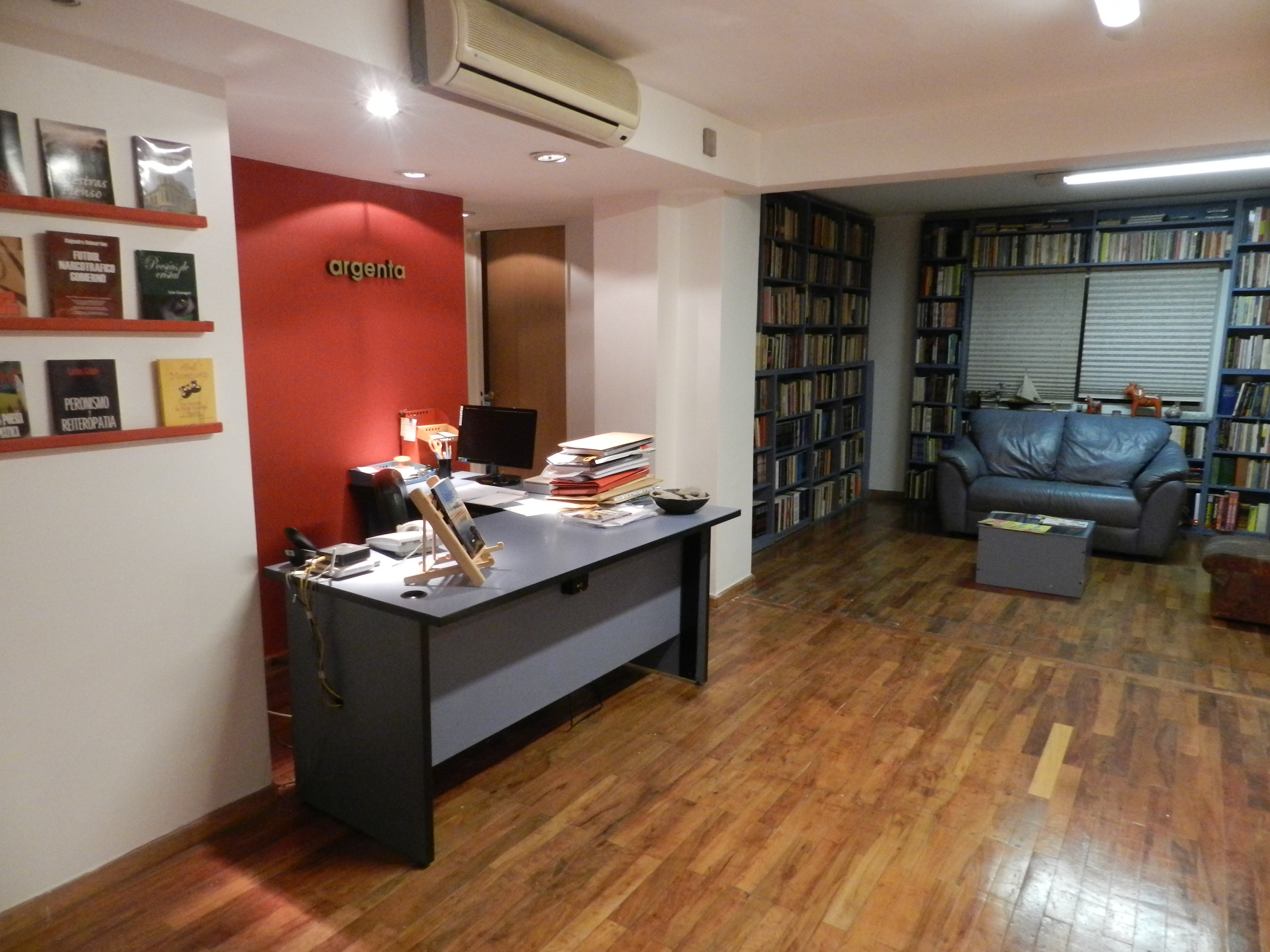
editorial argenta

Se caracteriza por la dinámica en la vinculación entre autores, escritores y sus proyectos y programas editoriales de difusión internacional. La extensión promocional de sus proyectos y programas en los países americanos, incluyendo ciudades que tienen gran concentración de lectores de habla hispana en los Estados Unidos. Participa activamente en eventos y ferias de todo el mundo. Frankfurt, Río, Lima, Bs As, Bogotá, Santiago, Miami, Londres son algunas de los puntos donde es frecuente que la compañía presente sus obras y sus autores[cita requerida]. 

## Empresas del Grupo Editorial Argenta

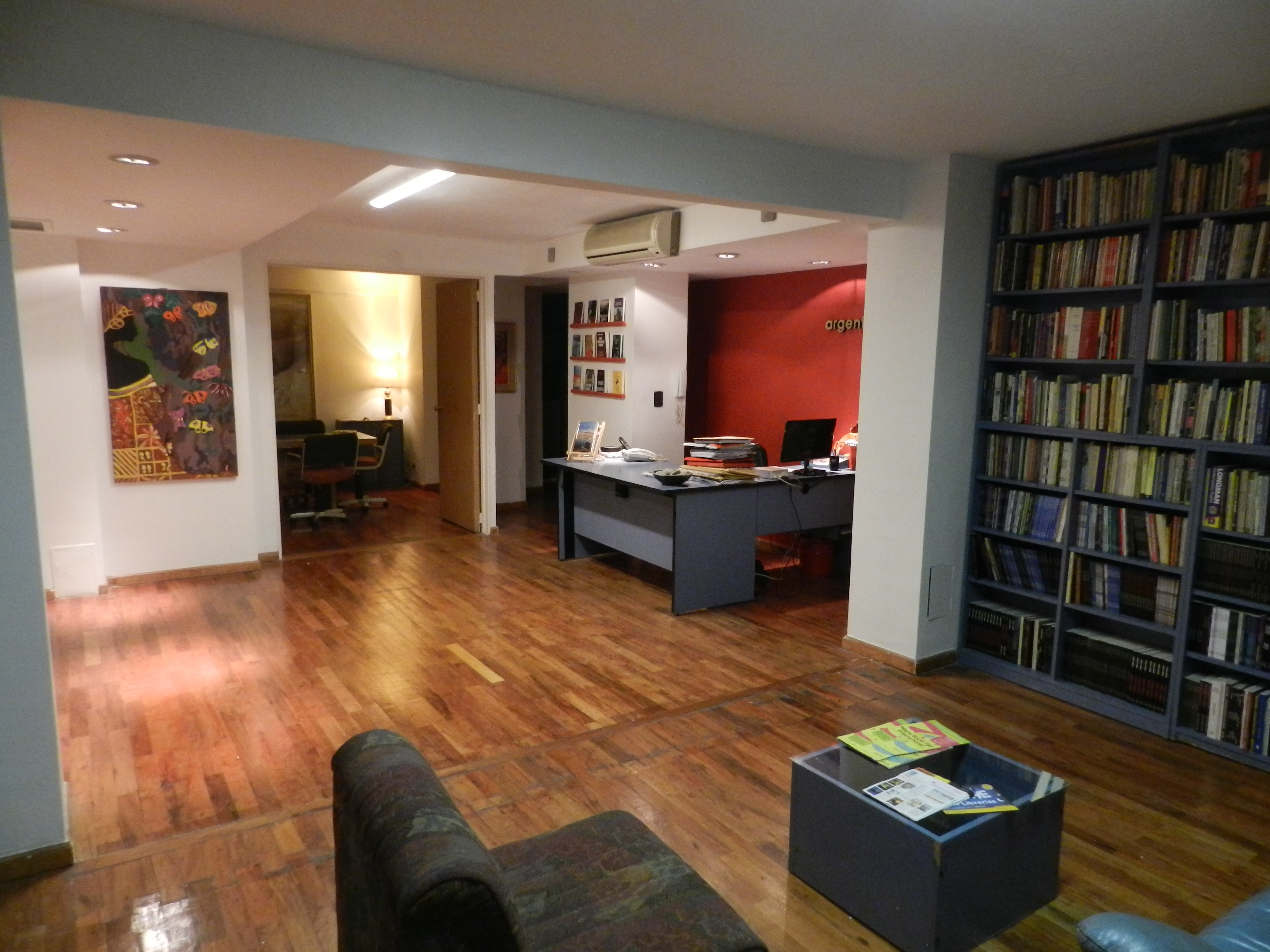
editorial argenta

1. Editorial Argenta Sarlep S.A.
2. Condor Gráfica.
3. Estudio OFA.
4. Powerpress.
5. Famaillá Logística.
6. Ernst Verlag
7. RE&3

## Fundación Rudolf Ernst Renner
Desde 1970 desarrolla programas de donaciones de libros y todo tipo de materia didáctico e informático para bibliotecas e institutos educativos en distintos puntos del país, sobre todo en escuelas rurales.
 

## Autores destacados
- Ana Unhold
- Guzman, Ramiro (2013). Libro Libre. Argentina: Editorial Argenta.
- Roberto Gil de Mares
- Francisco Javier Bautista Lara
- Fernando Bermúdez Ardila
- Monica Pescarmona
- Carlos Castellari Cura
- Leo Cavagni
- Favre, Eugenio Rosco (2014). Corazón Argentino. Argentina: Editorial Argenta.

## Premios y concursos
- Certamen Internacional de Poesía.[2]
- Certamen Internacional de Cuento.[2]
- Certamen Internacional de Novela.[2]
- Concurso para personas ciegas y disminuidas visuales. Lemos, Alejandro (2011). De miradas y visiones. Argentina: Editorial Argenta.[3]